# Dave Bing

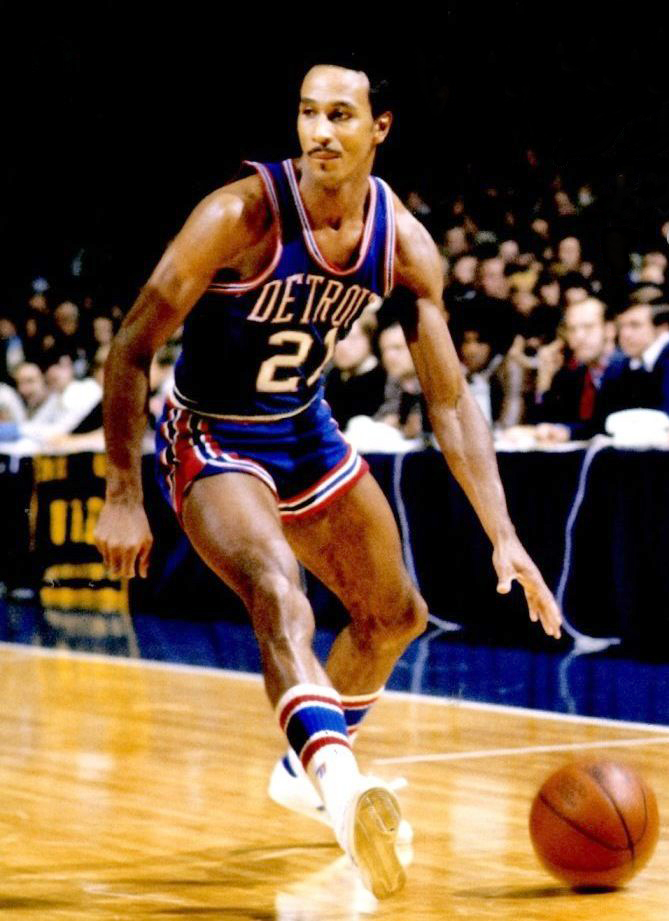
Dave Bing, Detroit Pistons.

David Bing va ser un jugador de bàsquet estatunidenc de la dècada dels 70. Va néixer el 24 de novembre de 1943 a Washington DC. La major part de la seva carrera professional va transcórrer als Detroit Pistons. Va disputar un total de 12 temporades a l'NBA.

## Trajectòria esportiva

### Universitat
Els seus anys universitaris van transcórrer en Syracuse, i en les tres temporades va ser el màxim anotador. Va fer 24,8 punts i 10,3 rebots de mitjana. En el seu últim any va ser triat en el millor quintet nacional, i va ser nomenat Atleta de l'Any de la seva universitat, que va retirar la seva samarreta amb el nombre 22 com homenatge.

### NBA
Va ser triat en segona posició de la primera ronda del draft de l'NBA en 1966 pels Detroit Pistons. En la seva primera temporada feu de mitjana 20,0 punts per partit, el que li va dur a aconseguir el premi de Rookie (novençà) de l'any. Va jugar en Detroit durant 9 temporades, per a després ser traspassat als Washington Bullets. Acabaria la seva carrera professional jugant un any en els Boston Celtics.
Va ser un dels grans jugadors de l'NBA que, no obstant això, mai va aconseguir dur al seu equip a les finals del campionat, honor que comparteix amb gent com Bob Lanier, Pete Maravich, Connie Hawkins, Dan Issel, i Bernard King.

### Equips
- Detroit Pistons. 1967-1975
- Washington Bullets. 1976-1977
- Boston Celtics. 1978

## Palmarès
- Va participar en 7 All-Star Game, sent MVP en 1976
- Màxim anotador de l'NBA en 1968, amb 27,1 punts per partit
- Membre del Basketball Hall of Fame des de 1990
- Fou triat en 1996 un dels 50 millors jugadors de la història de l'NBA.